# Trédion
Trédion település Franciaországban, Morbihan megyében. Lakosainak száma 1369 fő (2022. január 1.). Trédion Plumelec, Sérent, Saint-Guyomard, Le Cours, Elven és Plaudren községekkel határos.

## Népesség
A település népessége az elmúlt években az alábbi módon változott:
| Lakosok száma | 806  | 850  | 875  | 1008 | 1195 | 1231 | 1273 | 1308 | 1323 | 1369 |
|               | 1968 | 1982 | 1990 | 2006 | 2013 | 2015 | 2017 | 2019 | 2020 | 2022 |